# Bengt Kristiernsson (Oxenstierna)
Bengt Kristiernsson (Oxenstierna), född omkring 1452, död 1495, var riksråd, son till Kristiern Bengtsson (Oxenstierna) d.ä., far till Kristiern Bengtsson (Oxenstierna) d.y.. "Han var redan riddare, då han först omtalas i handlingarna, och riksråd åren 1489–1495, då han var utsedd att biträda ärkebiskopen i regeringen under Sten Stures frånvaro, men dog hastigt, troligen i pesten" (Styffe). 1495 var han en bland de rådsherrar, som högtidligen förklarade ryktena om missämja med Sten Sture ogrundade, trots att han varit bland dem, som den 12 augusti 1494 stadfäste Kalmar recess av 1483 rörande konung Hans’ inkallande i riket.
Bengt Kristiernsson blev genom sitt gifte med Märtha Slaweka, dotter till den sista av Slaweka-ätten ägare till Mörby slott.